# Vladimir Maminov
Vladimir Aleksandrovich Maminov - em russo, Владимир Александрович Маминов (Moscou, 4 de setembro de 1974) é um ex-futebolista e treinador de futebol russo-uzbeque que atuava como meio-campista.

## Uma carreira dedicada ao Lokomotiv

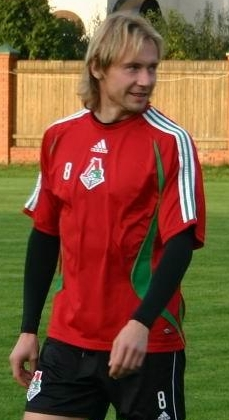
Maminov em 2007, seu penúltimo ano como jogador.

Embora tivesse jogado nas categorias de base do FShM Torpedo Moscou e do Spartak Mytishchi (1991), a carreira de Maminov como jogador foi dedicada apenas ao Lokomotiv Moscou, clube pelo qual foi promovido ao elenco profissional em 1992. Sua estreia oficial, no entanto, foi apenas em 1993. Atuou também pelo time B do Loko (atualmente chamado Kazanka) até 2000.
Em 16 anos de carreira, foram exatamente 400 partidas (290 no Campeonato Russo) e 31 gols marcados. Maminov pendurou as chuteiras em dezembro de 2008, aos 34 anos.

## Carreira de técnico
Como técnico, estreou na função em abril de 2009, sucedendo Rashid Rakhimov. Até 2011, era o auxiliar de Yuri Syomin no Lokomotiv, treinando a equipe novamente em caráter interino com a saída de Yuri Krasnozhan em junho do mesmo ano. Foram 3 semanas no comando técnico até a contratação do português José Couceiro.
Em janeiro de 2014, após 22 anos de serviços prestados ao Lokomotiv, Maminov sai do clube para assinar com o Rubin Kazan, para ser o assistente de Rinat Bilyaletdinov. Deixou a equipe em junho do mesmo ano para assumir seu primeiro cargo de treinador em tempo integral, no Khimki. Exerceu a função até junho de 2015, quando foi substituído por Vadim Khafizov.
Voltou para Moscou em julho de 2016, desta vez para comandar o Solyaris, onde permaneceria até o fechamento do clube por motivos financeiros. Entre 2017 e 2018, Maminov foi técnico do Tyumen, clube que disputava na época a segunda divisão do Campeonato Russo.
Seus últimos trabalhos foram no Aqtöbe (Cazaquistão) e no Olimp-Dolgoprudny, em uma nova experiência como auxiliar-técnico que durou apenas 6 meses em 2021.

## Seleção Uzbeque
Apesar de ter nascido em Moscou, Maminov preferiu defender a Seleção Uzbeque, pela qual estreou em abril de 2001, contra Taipé Chinês, marcando inclusive um gol na vitória por 7 a 0. Até 2005, foram 12 partidas disputadas e 3 gols marcados.

## Títulos
Lokomotiv Moscou
- Campeonato Russo
  - 2 títulos (2002, 2004)
- Copa da Rússia
  - 5 títulos (1995/96, 1996/97, 1999/00, 2000/01, 2006/07)
- Supercopa da Rússia
  - 2 títulos (2003, 2005)

Uzbequistão
- Copa da CEI
- 1 título (2005)